# 陸軍は進んで行く
陸軍は進んで行く（英語: The Army Goes Rolling Along）は、1956年に作られたアメリカ陸軍の公式軍歌である。The Army Songとも呼ばれる。作詞はハロルド・アーベルグ (Harold W. Arberg) 、作曲はエドモンド・グラーバー (Edmund L. Gruber) による。
原曲は1908年にエドモンド・グラーバーが作曲した『弾薬輸送車の歌』 (The Caissons Go Rolling Along) 。「ケーソン・ソング」 (The Caisson Song) とも呼ばれる。ケーソン (Caisson) とは、大砲の弾薬箱や予備車輪などを搭載した、馬が引く2輪の砲弾車・弾薬車のこと（前車を参照）。なお、「弾薬輸送車の歌」の歌詞には複数のバージョンが存在する。
第一次世界大戦中の1917年にジョン・フィリップ・スーザが行進曲として作曲（実際には編曲）した『アメリカ野砲隊』 (U.S. Field Artillery) のトリオ部に「弾薬輸送車の歌」の旋律（メロディ）が使われている。

## 歌詞

### The Caissons Go Rolling Along (1908)
1.
Over hill, over dale,
We have hit the dusty trail,
And those caissons go rolling along.
(Counter march! Right about!)
Here those wagon soliders shout
While those caissons go rolling along,
丘を越えて、谷を越えて、
泥濘に轍を残して、
ケーソンは進んで行く。
（行進せよ！回れ右！）
ほら野戦砲兵が叫んでいる。
その間にケーソンは進んで行く。
Chorus
For it's Hi! Hi! Hee!
In the Field Artillery,
Call of your numbers loud and strong (2!3!)
And where-e'er we go,
You will always know
That those caissons go rolling along.
それ、ハイ！ハイ！ヘーイ！
野砲の前で点呼開始だ、
元気に大声で！（ツー、スリー！）
そうすれば何時でも何処でも、
ケーソンが進んで行くのが分かるだろう
2.
To the front, day and night,
Where the doughtboys dig and fight,
And those caissons go rolling along.
Our barrage will be there,
Fired on the rocket's glare
While those caissons go rolling along.
chorus
歩兵達が塹壕を掘り、
昼夜を問わず戦う場所へ、
ケーソンは進んで行く。
そこには我が軍の弾幕が張られ、
ロケット砲が閃光する。
その間にケーソンは進んで行く。
コーラス
3.
With the cav'lry, boot to boot,
We will join in the pursuit,
And those caissons go rolling along.
Action front (At a trot!)
Volley fire with shell and shot
While those caissons go rolling along.
疾走する騎兵隊と共に、
我らは追撃戦に加わる。
そしてケーソンは進んで行く。
戦場へ急げ（駆け足で！）
薬莢と雄叫びと一斉射撃、
その間にケーソンは進んで行く。
4.
Should the foe penetrate,
Ev'ry gunner lies in wait,
And those caissons go rolling along.
(Fire at will! Lay 'em low! )
Never stop for any foe,
While those caissons go rolling along.
chorus
敵陣を突破すれば、
砲手たちは野営して待機する。
その間にケーソンは進んで行く。
（撃ちまくれ！薙ぎ倒せ！）
どんな敵が相手でも止まらない、
その間にケーソンは進んで行く。
コーラス
5.
But if fate me should call,
And in action I should fall,
Keep those caissons go rolling along.
Then in peace I'll abide
When I take my final ride,
On a caisson that's rolling along.
chorus
悪運に召されて戦に斃れようとも、
ケーソンは進み続けて行く。
平和が訪れたら最後の行軍だ、
ケーソンに乗って帰路に就く。
コーラス

### The Army Goes Rolling Along (1956)
序章
March along, sing our song, with the Army of the free
Count the brave, count the true, who have fought to victory
We’re the Army and proud of our name
We’re the Army and proudly proclaim
行進しよう、歌おう、自由の陸軍と共に。
勝利のために戦ってきた、忠勇無双な者を数えよう。
我らはその名を誇る陸軍である。
我らは誇らかに陸軍であると宣言する。
1
First to fight for the right,
And to build the Nation’s might,
And The Army Goes Rolling Along
Proud of all we have done,
Fighting till the battle’s won,
And the Army Goes Rolling Along.
正義のために戦い、
国威を築く尖兵として、
陸軍は進んで行く。
成し遂げた全てを誇りとし、
勝利するまで戦い続ける。
そして陸軍は進んで行く。
Chorus
Then it’s Hi! Hi! Hey!
The Army’s on its way.
Count off the cadence loud and strong ( 2, 3! )
For where e’er we go,
You will always know
That The Army Goes Rolling Along.
それ、ハイ！ハイ！ヘーイ！
陸軍が征くぞ。
歩調を数えよ元気に大声で（ツ、スリー！）
どこであっても、
陸軍が進んで行くのが分かるように。
2
Valley Forge, Custer’s ranks,
San Juan Hill and Patton’s tanks,
And the Army went rolling along
Minute men, from the start,
Always fighting from the heart,
And the Army keeps rolling along.
chorus
バレーフォージ、カスターの隊列、
サン・ファン・ヒルにパットンの戦車隊。
そして陸軍は進んで行った。
ミニットマンの時代から、
全身全霊を戦いに捧げ、
そして陸軍は進み続けている。
chorus
3
Men in rags, men who froze,
Still that Army met its foes,
And the Army went rolling along.
Faith in God, then we’re right,
And we’ll fight with all our might,
As the Army keeps rolling along.
chorus
ボロ切れを着ても、凍えようと、
そこに敵がある限り、
陸軍は進んで行った。
神への忠誠により、我らは正義となる。
我らは力の限り戦い続け、
そして陸軍は進み続ける。
chorus